# 카르보니아이글레시아스도

카르보니아이글레시아스도의 위치

카르보니아이글레시아스도(이탈리아어: Provincia di Carbonia-Iglesias)은 이탈리아 사르데냐주에 있던 도이다. 도청 소재지는 카르보니아와 이글레시아스이다. 면적은 1,495 km2, 인구는 131,890(2001)이다. 2016년 2월 4일을 기해 수드사르데냐도에 편입되면서 폐지되었다.